# Килпи, Волтер
Волтер Килпи (при рождении Волтер Эриксон, 12 декабря 1874 — 13 июня 1939) — финский писатель. Прославился своим романом в двух томах Alastalon salissa (1933), который считается одним из лучших произведений, написанных на финском языке. Считается одним из ста видных деятелей Финляндии, его биография помещается в биографическом сборнике «Сто замечательных финнов».